# Pol Cruchten
 (novembre 2016).
Si vous disposez d'ouvrages ou d'articles de référence ou si vous connaissez des sites web de qualité traitant du thème abordé ici, merci de compléter l'article en donnant les références utiles à sa vérifiabilité et en les liant à la section « Notes et références ».
Paul Cruchten dit Pol Cruchten, né le 30 juillet 1963 à Pétange (Luxembourg) et mort le 3 juillet 2019 à La Rochelle (France), est un réalisateur luxembourgeois.

## Biographie
Pol Cruchten suit les cours de l'École supérieure d'études cinématographiques (ESEC) à Paris dans la section réalisation. Il en sort diplômé en 1987.
En 1992, il tourne son premier film, Hochzäitsnuecht, avec les acteurs Myriam Muller et Thierry Van Werveke. Tourné en langue luxembourgeoise, le film remporte en 1993 le prix Max-Ophüls du festival du film de Sarrebruck, et est présenté au festival de Cannes dans la section Un certain regard.
Philippe Léotard joue un de ses derniers rôles dans Black Dju, tourné par Cruchten en 1994.
Au cours de l'année 2001, Cruchten réalise aux États-Unis Boys on the Run avec, comme acteur principal, Ron Perlman.
En 2006 sort Petits Secrets (Perl oder Pica), tiré du roman éponyme de l'auteur luxembourgeois Jhemp Hoscheit.
En 2016, il réalise La Supplication (Voices of Chernobyl), d'après le livre éponyme de Svetlana Aleksievitch.

## Filmographie
- 1988 : Somewhere in Europe
- 1989 : Il était une fois Luxembourg
- 1992 : Nuit de noces (lb) (Hochzäitsnuecht)
- 1994 : Sniper (court métrage)
- 1996 : Black Dju
- 2001 : Boys on the Run (lb)
- 2006 : Petits Secrets (Perl oder Pica)
- 2012 : Never Die Young
- 2015 : Les Brigands, film co-réalisé avec Frank Hoffmann (de)
- 2016 : La Supplication (Voices of Chernobyl)
- 2017 : Justice Dot Net (lb)